# Super Street Fighter II Turbo HD Remix
Super Street Fighter II Turbo HD Remix é um jogo de luta 2D lançado para Playstation 3 e Xbox 360 através de suas lojas online, Playstation Store e Xbox Live Arcade. O jogo consiste em um remake de Super Street Fighter II Turbo, em uma versão remixada na qual os sprites dos personagens e cenários foram substituídos por gráficos de alta definição 1080p de resolução no estilo mangá, desenhados pela empresa UDON, as músicas originais foram remixadas pela OverClocked ReMix.

## Características da jogabilidade
- Possui todos os personagens do original Super Street Fighter II Turbo;
- Modo de luta player vs. CPU, player vs. player e online play;
- Modo de treino;
- Chat de voz entre os jogadores online;
- Modo "quarter match", que possibilita tanto lutar online como ser espectador de uma luta, podendo "apostar" na luta através de uma moeda específica.